# Atomoclostis deltosema
Atomoclostis deltosema là một loài bướm đêm trong họ Crambidae.